# Валдайский метрополитен
Валдайский метрополитен (Валдайское метро) — вымышленная подземная транспортная система города Валдай, интернет-мем и элемент городского фольклора.

## История создания
Валдайское Метро основано 27 октября 2003 года. В тот день фотограф Тимофей Шутов нарисовал на сайте карту-схему метрополитена. На 2022 год в нём четыре ветки — красная, синяя, зелёная и голубая, более тридцати станций.

## Станции
Схема Валдайского метро — это графически оформленный список местных топонимов, а по сути — путеводитель по Валдаю с элементами альтернативного краеведения.
Красная ветка
«Овинчище»/«Почтовый ящик»/Завод «Юпитер»/«Молодёжка»/«Спортивная»/«Белый дом» (переход на Синюю ветку)/«Город», переход на Зелёную ветку/ «Пристань», переход на Голубую ветку/«КБО» (бывш. «Струковка»)/«Кузнечная»/«Турбаза»/«Зимогорье»
Синяя ветка
«Нерцы»/«Станки»/«ПМК»/«Студгородок»/«ДЭУ»/«Белый дом» (переход на Красную ветку)/«Автовокзал», (переход на Зелёную ветку)/«Кладбище»/«Ж/д вокзал»
Зелёная ветка
«Плодозавод»/«Гидра»/«Пьяная площадь»/«Город» (переход на Красную ветку)/«Автовокзал» (переход на Синюю ветку/«АТП»/«Аэропорт»/«Выскодно»/«Богомолка»
Голубая ветка
«Рощино»/«Ящерово»/«Иверский монастырь»/«Пристань», переход на Красную ветку/«Музей»

## Указатели и жетоны
В 2014 году были выпущены жетоны несуществующего метро в качестве сувенирной продукции. Сувенирная продукция пользуется огромной популярностью у жителей и гостей города, сообщил мэр Валдая Юрий Стадэ. На тот момент стоимость жетона составляла 100 рублей.
В некоторых районах города установлены указатели определённых станций метро.

## Галерея
| - указатель станции у стелы с городами-побратимами - указатель станции «Белый дом» - жетон метро |